# 茹雷马
茹雷马是巴西伯南布哥州的一个市镇。总面积146.4平方公里，总人口14018人，人口密度95.8人/平方公里。